# Medal Obrony za Wzorową Służbę
Medal Obrony za Wzorową Służbę (duń. Forsvarets Medalje for Fremragende Tjeneste, skr. Fsv.M.F.T.) – duńskie wojskowe odznaczenie ustanowione 7 grudnia 2009, przyznawany przez Szefa Sił Zbrojnych (dosł. „Szefa Obrony”, dun. Forsvarschefen) przedstawicielom duńskiego personelu wojskowego i cywilnego, którzy wykazali się nadzwyczajnym wysiłkiem. Mogą nim być nim nagradzani inni Duńczycy i obcokrajowcy, którzy wykazali się szczególnie nadzwyczajnym wysiłkiem na rzecz duńskich sił zbrojnych. Często przyznawany jest za heroizm podczas bezpośredniej walki z nieprzyjacielem, który nie kwalifikuje się jeszcze do Medalu Obrony za Waleczność.
W duńskiej kolejności starszeństwa odznaczeń medal znajduje się obecnie (na listopad 2021) za Medalem Ministerstwa Sprawiedliwości dla Rannych na Służbie, a przed Odznaką Honorową za Dobrą Służbę w Marynarce.
Medal ma średnicę 30 mm, wykonywany jest ze srebra i pozłacany. Na awersie znajduje się główny motyw duńskiego herbu (trzy lwy kroczące w słup i dziewięć serc – podobnie jak dziewięć innych wojskowych medali). Na rewersie umieszczany jest wieniec dębowy, a w jego wnętrzu – rok nadania i miejsce. Kolejne przypadki otrzymania medalu grawerowane są na rancie medalu.
Medal mocowany jest do wiązanej w pięciokąt białej wstążki z dwoma czerwonymi paskami wzdłuż środka. Drugie nadanie medalu oznaczane jest (poza wspomnianym grawerunkiem na rancie) poprzez umieszczenie na wstążce lub baretce srebrnego dębowego liścia (oznaki męstwa), a trzecie nadanie – złotego dębowego liścia.
Formę medalu wykonał medalier Jan Petersen.